# 변 색칠

그래프의 3색 변 색칠

완전 그래프 의 7색 변 색칠

그래프 이론에서 변 색칠(邊色漆, 영어: edge colo(u)ring은 그래프의 변들에, 같은 색이 인접하지 않도록 색을 부여하는 방법이다. 이를 사용하여 그래프의 불변량을 정의할 수 있다.

## 정의
(단순) 그래프 {\displaystyle G}의 변 색칠 {\displaystyle (C,c)}은 다음 데이터로 구성된다.
- 집합 {\displaystyle C}
- 함수 {\displaystyle c\colon \operatorname {E} (G)\to C}

이는 다음 조건을 만족시켜야 한다.
- 서로 인접하는 두 변 {\displaystyle e,e'\in \operatorname {E} (G)}에 대하여, {\displaystyle c(e)\neq c(e')}

변 색칠 {\displaystyle (C,c)}에서, {\displaystyle C}의 원소를 색(色, 영어: colo(u)r)이라고 한다.
즉, 그래프 {\displaystyle G}의 변 색칠은 그 선 그래프 {\displaystyle \operatorname {L} (G)}의 그래프 색칠과 동치인 개념이다.
그래프가 가질 수 있는 변 색칠에서, 색의 수의 최솟값을 색칠 지표(色漆指標, 영어: chromatic index)라고 하며, {\displaystyle \chi '(G)=\chi (\operatorname {L} (G))}로 쓴다. (이는 꼭짓점 색칠수 {\displaystyle \chi (G)}와 구분하기 위함이다.)

### 유일k-변 색칠 그래프
자연수 {\displaystyle k}와 그래프 {\displaystyle G}가 주어졌다고 하자. 만약 {\displaystyle G} 위의, 같은 색 집합 {\displaystyle C}에 대한 임의의 두 변 색칠 {\displaystyle (C,c)} 및 {\displaystyle (C,c')}에 대하여, {\displaystyle c=\sigma \circ c'}인 순열 {\displaystyle \sigma \in \operatorname {Sym} (C)}이 항상 존재한다면, {\displaystyle G}를 유일 k-변 색칠 그래프(영어: uniquely {\displaystyle k}-edge-colorable graph)라고 한다.

## 성질
비징의 정리(Визинг의定理, 영어: Vizing’s theorem)에 따르면, 임의의 유한 그래프 {\displaystyle G}에 대하여
{\displaystyle \chi '(G)-\Delta (G)\in \{0,1\}}
이다. 여기서
{\displaystyle \Delta (G)=\max _{v\in \operatorname {V} (G)}\deg g\in \mathbb {N} }
는 {\displaystyle G}의 꼭짓점의 차수의 최댓값이다.
이에 따라서, 모든 그래프는 다음과 같이 1종 그래프(一種graph, 영어: class 1 graph) 및 2종 그래프(二種graph, 영어: class 2 graph)로 분류된다.
- 1종 그래프의 경우 {\displaystyle \chi '(\Gamma )=\Delta (\Gamma )}이다.
- 2종 그래프의 경우 {\displaystyle \chi '(\Gamma )=\Delta (\Gamma )+1}이다.

(이 정리는 다중 그래프에 대하여 성립하지 않는다.)
유한 그래프의 색칠 지표가 주어진 자연수와 같은지 여부는 NP-완전 문제이다.

## 예
쾨니그의 정리에 따라, 모든 유한 이분 그래프는 1종 그래프이다.
최대 차수가 7 이상인 평면 그래프는 1종 그래프이다. 이 정리는 최대 차수가 8 이상인 경우는 비징이 증명하였고, 7인 경우는 2001년에 증명되었다. 최대 차수가 5 이하인 경우, 2종 평면 그래프가 존재하며, 이러한 그래프들은 정다면체로부터 작도할 수 있다. 최대 차수가 6인 경우는 미해결 문제로 남아 있다.
에르되시-레니 모형(영어: Erdős–Rényi model)에서, {\displaystyle n}개의 꼭짓점을 갖는 무작위 그래프가 1종 그래프일 확률 {\displaystyle p(n)}은 다음과 같은 극한을 갖는다.
{\displaystyle \lim _{n\to \infty }p(n)=1}
즉, 에르되시-레니 모형에서 거의 모든 그래프는 1종 그래프이다.

## 역사
비징의 정리는 우크라이나의 수학자 바딤 게오르기예비치 비징(러시아어: Вади́м Гео́ргиевич Визинг, 우크라이나어: Вадим Георгійович Візінг 바딤 게오르기요비치 비징[*])이 1964년에 증명하였다.